# Estructura administrativa d'Ucraïna

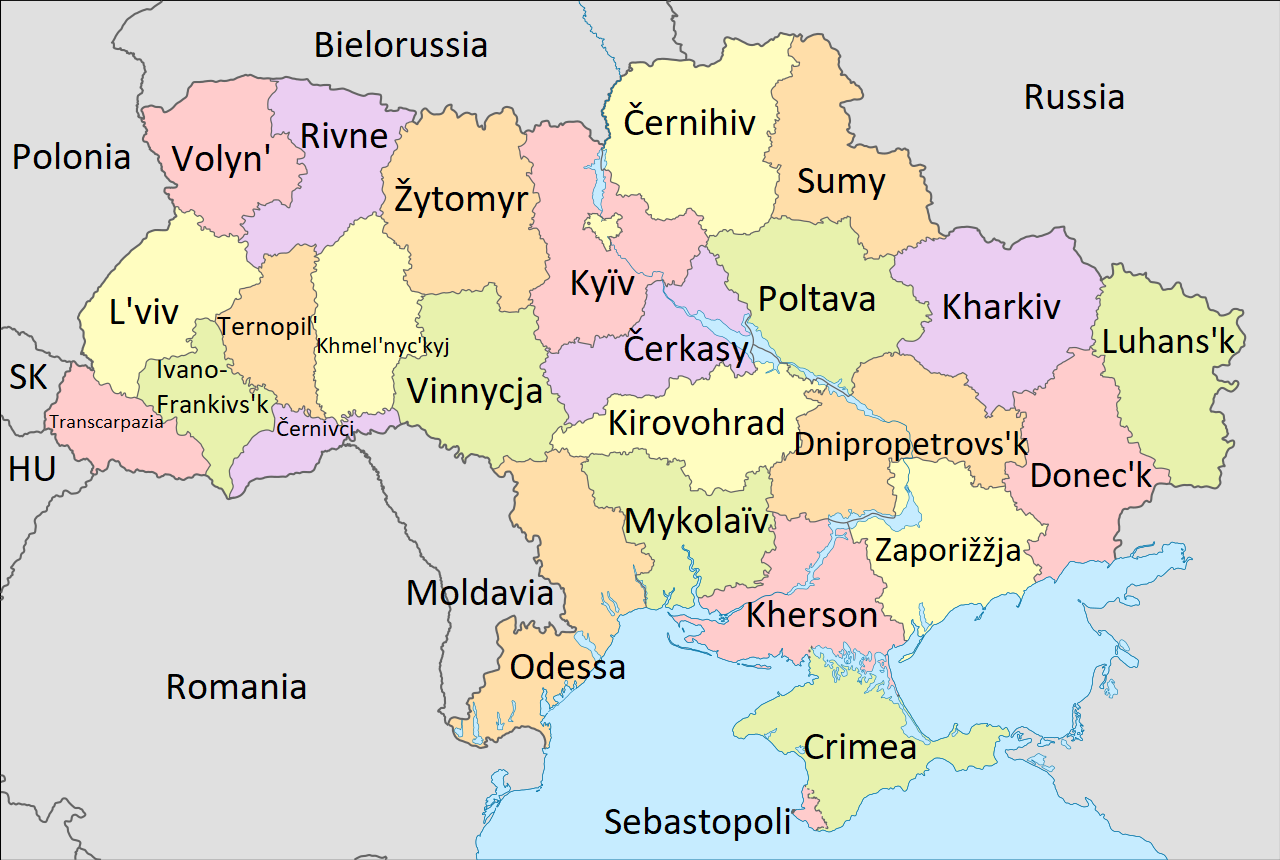
Oblasts d'Ucraïna, 2020 (en italià)

Raions d'Ucraïna,2020 (en ucraïnès)

L'estructura administrativa d'Ucraïna es desenvolupa en les divisions administratives (en ucraïnès: Адміністративний устрій України) que són sota la jurisdicció constitucional d'Ucraïna.
Ucraïna és un estat unitari amb tres nivells de divisions administratives: 27 regions (24 oblasts, dues ciutats amb estatus especial i una república autònoma), 136 raions (districtes) i 1.469 hromades.
Segons l'article 133 de la Constitució Ucraïnesa, el sistema d'organització administrativa i territorial preveu: la República Autònoma de Crimea, els oblasts, els raions, les ciutats i pobles, els districtes urbans i les hromades.
En una reforma administrativa efectuada el 2020, totes les entitats de població i llocs poblats (excepte dues ciutats amb estatus especial: Kíiv i Sebastopol) van ser resubordinats als raions.Amb la reforma es van fusionar la majoria dels 490 raions i les 118 ciutats existents amb anterioritat a la data, restant-ne 136 raions o districtes reorganitzats, de nivell administratiu superior a les hromadas.
L'ocupació i annexió de Crimea i el sud-est d'Ucraïna per part de la Federació Russa, la República Autònoma de Crimea i Sebastopol, i àmplies zones als oblasts de Donetsk, Kherson, Luhansk i Zaporizhzhia van quedar, de fet, sota la Federació Russa. A nivell internacional, la major part dels estats no han reconegut les reivindicacions russes sobre aquests  territoris.
El nombre actualitzat de 136 raions, n'inclou 10 a la República Autònoma de Crimea i Sebastopol que, des de setembre de 2023, són administrativament merament funcionals.
| ôblast                            | Nom en Ucrainès           | Superfície (km2) | Població 2021 |
| --------------------------------- | ------------------------- | ---------------- | ------------- |
| Dnipropetrovsk (capital: Dnipro)  | Дніпропетровська область  | 31 914           | 3 142 035     |
| Donetsk                           | Донецька область          | 26 517           | 4 100 280     |
| Ivano-Frankivsk                   | Івано-Франківська область | 13 928           | 1 361 109     |
| Jitòmir                           | Житомирська область       | 29 832           | 1 195 495     |
| Khârkiv                           | Харківська область        | 31 415           | 2 633 834     |
| Kherson                           | Херсонська область        | 28 461           | 1 016 707     |
| Khmelnytskyi                      | Хмельницька область       | 20 645           | 1 243 787     |
| Kíiv                              | Київська область          | 28 131           | 1 788 530     |
| Kirovohrad                        | Кіровоградська область    | 24 588           | 920 128       |
| Luhansk                           | Луганська область         | 26 684           | 2 121 322     |
| Lviv                              | Львівська область         | 21 833           | 2 497 750     |
| Mikolaiv                          | Миколаївська область      | 24 598           | 1 108 394     |
| Odessa                            | Одеська область           | 33 310           | 2 368 107     |
| Poltava                           | Полтавська область        | 28 748           | 1 371 529     |
| Rivne                             | Рівненська область        | 20 047           | 1 148 456     |
| Soumy                             | Сумська область           | 23 834           | 1 053 452     |
| Tcherkassy                        | Черкаська область         | 20 900           | 1 178 266     |
| Tchernihiv                        | Чернігівська область      | 31 865           | 976 701       |
| Tchernivtsi                       | Чернівецька область       | 8 097            | 896 566       |
| Ternòpil                          | Тернопільська область     | 13 823           | 1 030 562     |
| Transcarpàcia (capital: Oujhorod) | Закарпатська область      | 12 777           | 1 250 129     |
| Vinnitsia                         | Вінницька область         | 26 513           | 1 529 123     |
| Volínia (capital: Lutsk)          | Волинська область         | 20 144           | 1 027 397     |
| Zaporijjia                        | Запорізька область        | 27 180           | 1 666 515     |